# Eenkamerstelsel

eenkamerstelsel
eenkamerstelsel en een adviesorgaan
tweekamerstelsel
geen parlement
geen data

Een eenkamerstelsel (ook wel eenkamersysteem of unicameralisme) is een systeem waarbij de wetgevende macht uit slechts één kamer of huis bestaat. De meeste landen met een eenkamerstelsel zijn kleine landen met een homogene bevolking, die een hogerhuis overbodig vinden.
Unicameralisten achten het hogerhuis onnodig binnen een democratie, omdat het democratische hogerhuis tot dezelfde conclusies moet komen als het democratische lagerhuis. Het inspecteren en herzien van nieuwe wetten kan in hun ogen door parlementaire commissies gedaan worden; andere grondwettelijke beveiligingsmechanismen van de democratie kunnen beschermd worden door een geschreven grondwet. 
Veel staten die geen hogerhuis hebben, hadden dat van oorsprong wel, maar hebben het later afgeschaft. In dat geval was het hogerhuis meestal simpelweg een kopie van het lagerhuis en vertraagde het alleen de beslissingen van het parlement (zoals het Landsting in Denemarken, dat in 1953 werd afgeschaft en de Legislative Council van Nieuw-Zeeland, die in 1951 werd opgeheven).

## Lijst van eenkamerstelsels
| Land/gebied                    | Parlement                                              | Nederlandse omschrijving                                        | Opmerkingen                   |  |  |  |  |
| Burkina Faso                   | Assemblée Nationale                                    | Nationale Vergadering                                           |                               |  |  |  |  |
| Comoren                        | Assemblée de l'Union des Comores                       | Vergadering van de Unie van de Comoren                          | sinds 2004                    |  |  |  |  |
| Costa Rica                     | Asamblea Legislativa (de la Republica de Costa Rica)   | Wetgevende Vergadering (van de Republiek van Costa Rica)        |                               |  |  |  |  |
| Denemarken                     | Folketing                                              | Volksvergadering                                                |                               |  |  |  |  |
| Duitse Democratische Republiek | Volkskammer                                            | Volkskamer                                                      | tot 1990                      |  |  |  |  |
| Estland                        | Riigikogu                                              | Parlement                                                       |                               |  |  |  |  |
| Europese Unie                  | Europees Parlement                                     |                                                                 | Europees verband van staten   |  |  |  |  |
| Finland                        | Eduskunta                                              | Rijksdag                                                        |                               |  |  |  |  |
| Georgië                        | Parlement van Georgië                                  |                                                                 |                               |  |  |  |  |
| Griekenland                    | Vouli ton Ellinon                                      | Helleense parlement                                             |                               |  |  |  |  |
| Guinee                         | Assemblée nationale                                    | Guinees parlement                                               |                               |  |  |  |  |
| Guyana                         | National Assembly                                      | Nationale Vergadering                                           |                               |  |  |  |  |
| Hongarije                      | Országgyülés                                           | Hongaars Parlement                                              |                               |  |  |  |  |
| IJsland                        | Alding                                                 | Algemene Vergadering                                            |                               |  |  |  |  |
| Israël                         | Knesset                                                | Vergadering                                                     |                               |  |  |  |  |
| Kroatië                        | (Hrvatski) Sabor                                       | Parlement (van Kroatië)                                         |                               |  |  |  |  |
| Luxemburg                      | Chambre des Députés                                    | Kamer van Afgevaardigden                                        |                               |  |  |  |  |
| Nebraska                       | Nebraska Legislature                                   | Nebraskaanse Wetgever                                           | Staat van de Verenigde Staten |  |  |  |  |
| Nieuw-Zeeland                  | (New Zealand) House of Representatives                 | Huis van Afgevaardigden (van Nieuw-Zeeland)                     |                               |  |  |  |  |
| Noorwegen                      | Storting                                               | Grote Vergadering                                               |                               |  |  |  |  |
| Oost-Timor                     | Parlamento Nacional                                    | Nationaal Parlement                                             |                               |  |  |  |  |
| Portugal                       | Assembleia da República                                | Assemblée van de Republiek                                      |                               |  |  |  |  |
| Seychellen                     | Assemblée Nationale                                    | Nationale Vergadering                                           |                               |  |  |  |  |
| Singapore                      |                                                        | Parlement van Singapore                                         |                               |  |  |  |  |
| Slowakije                      | Národná rada (Slovenskej republiky)                    | Nationale Raad (van de Slowaakse Republiek)                     |                               |  |  |  |  |
| Sri Lanka                      |                                                        | Parlement van Sri Lanka                                         |                               |  |  |  |  |
| Suriname                       | De Nationale Assemblée                                 |                                                                 |                               |  |  |  |  |
| Taiwan                         | Wetgevende Yuan                                        | Wetgevend Hof                                                   |                               |  |  |  |  |
| Turkije                        | (Türkiye) Büyük Millet Meclisi                         | Grote Nationale Assemblee (van Turkije)                         |                               |  |  |  |  |
| Venezuela                      | Asamblea Nacional                                      | Nationale Vergadering                                           |                               |  |  |  |  |
| Vlaanderen                     | Vlaams Parlement                                       |                                                                 | deel van België               |  |  |  |  |
| Volksrepubliek China           | Réndà                                                  | Nationaal Volkscongres                                          |                               |  |  |  |  |
| Zuid-Korea                     | Gukhoe                                                 | Nationale Vergadering                                           |                               |  |  |  |  |
| Zweden                         | Riksdag                                                | Rijksdag                                                        | sinds 1971                    |  |  |  |  |
|                                |                                                        |                                                                 |                               |  |  |  |  |
| Abchazië                       | Parlement van Abchazië                                 |                                                                 | officieel deel van Georgië    |  |  |  |  |
| Transnistrië                   | Sovietul Suprem (al Republica Moldovenească Nistreană) | Opperste Sovjet (van de Pridnestrovische Moldavische Republiek) | officieel deel van Moldavië   |  |  |  |  |
| Zuid-Ossetië                   | Parlement van Zuid-Ossetië                             |                                                                 | officieel deel van Georgië    |  |  |  |  |